# Référendum djiboutien de 1992
Le référendum djiboutien de 1992 a lieu le 4 septembre 1992 afin de permettre à la population de la république de Djibouti de se prononcer sur un projet de constitution ainsi que sur la limitation à quatre du nombre de partis politiques.
Les deux projets sont approuvés à une écrasante majorité, ouvrant la voie à la promulgation le 15 septembre de la constitution, ainsi qu'à l'ouverture au pluralisme.

## Contexte
Cette consultation se déroule durant la guerre civile qui oppose alors le gouvernement dirigé par Hassan Gouled Aptidon, président de la République depuis l'indépendance en 1977, et le Front pour la restauration de l'unité et la démocratie dirigé par l'ancien Premier ministre Ahmed Dini. Contesté par l'opposition, l'objectif affiché par le gouvernement est d’ouvrir le pays à la « démocratie, au multipartisme et au pluralisme des candidatures ».
Le président Aptidon dirige le pays par décret depuis son accession à la tête de l’État en 1977. Le 21 janvier 1992, il charge finalement, le conseil constitutionnel, élu le même jour que le Référendum de 1977 sur l'indépendance du territoire français des Afars et des Issas, de travailler à la rédaction d'une constitution. Une fois les travaux terminés, Aptidon fixe le 27 juin  la date du vote au 4 septembre suivant. Le projet de constitution comporte notamment un régime présidentiel, avec un président limité à deux mandats de six ans et un parlement unicaméral,. Une question est rajoutée au projet, proposant de mettre fin au système à parti unique pour un pluralisme limité à un total de quatre partis.

## Résultats

### Constitution
| Choix                     | Votes   | %     |
| ------------------------- | ------- | ----- |
| Pour                      | 101 287 | 98,05 |
| Contre                    | 2 013   | 1,95  |
|                           |         |       |
| Votes valides             | 103 300 | 98,56 |
| Votes blancs et invalides | 1 504   | 1,44  |
| Total                     | 104 804 | 100   |
| Abstention                | 34 627  | 24,83 |
| Inscrits/Participation    | 139 431 | 75,17 |

Approuvez-vous le projet de constitution élaboré pour notre pays ?
| Pour 101 287 (98,05 %) |
| ▲                      |
| Majorité absolue       |

### Pluralisme
Les résultats à la deuxième question comporte une erreur mathématique, le total des votes pour et contre étant supérieur de deux voix au total des votes valides.
| Choix                     | Votes   | %     |
| ------------------------- | ------- | ----- |
| Pour                      | 101 125 | 97,89 |
| Contre                    | 2 177   | 2,11  |
|                           |         |       |
| Votes valides             | 103 300 | 98,56 |
| Votes blancs et invalides | 1 504   | 1,44  |
| Total                     | 104 804 | 100   |
| Abstention                | 34 627  | 24,83 |
| Inscrits/Participation    | 139 431 | 75,17 |

Acceptez-vous la limitation des partis politiques au nombre de quatre ?
| Pour 101 125 (97,89 %) |
| ▲                      |
| Majorité absolue       |

## Conséquences
Les deux projets soumises à référendum sont approuvés à une très large majorité. Le référendum aboutit ainsi à l'adoption d'une constitution, promulguée le 15 septembre suivant, et à l’officialisation de trois partis politiques : le Front pour la restauration de l'unité et la démocratie (FRUD), le Parti national démocratique (PND) et le Parti pour le renouveau démocratique (PRD). Ils s'ajoutent au à l'ancien parti unique, le Rassemblement populaire pour le progrès (RPP).